# Manuel Fernández (futbolista uruguayo)
Manuel Elías Fernández Guzmán (Montevideo, Uruguay, 25 de enero de 1989) es un futbolista uruguayo nacionalizado chileno que juega en la posición de defensa central. Actualmente milita en Coquimbo Unido de la Primera División de Chile.

## Estadísticas

### Clubes
| Club | Div           | Temporada     | Liga  | Liga  | Copas nacionales(1) | Copas nacionales(1) | Torneos internacionales(2) | Torneos internacionales(2) | Total | Total |
| Club | Div           | Temporada     | Part. | Goles | Part.               | Goles               | Part.                      | Goles                      | Part. | Goles |
| --- | ------------- | ------------- | ----- | ----- | ------------------- | ------------------- | -------------------------- | -------------------------- | ----- | ----- |
| Racing · Uruguay | 1ª            | 2011-12       | 26    | 3     | —                   | —                   | —                          | —                          | 26    | 3     |
| Racing · Uruguay | 1ª            | 2012-13       | 28    | 1     | —                   | —                   | —                          | —                          | 28    | 1     |
| Racing · Uruguay | 1ª            | 2013-14       | 20    | 0     | —                   | —                   | —                          | —                          | 20    | 0     |
| Racing · Uruguay | Total club    | Total club    | 74    | 4     | 0                   | 0                   | 0                          | 0                          | 74    | 4     |
| Deportes Concepción · Chile                                                                                          | 2ª            | 2014-15       | 32    | 3     | —                   | —                   | —                          | —                          | 32    | 3     |
| Deportes Concepción · Chile                                                                                          | 2ª            | 2015-16       | 22    | 0     | 6                   | 0                   | —                          | —                          | 28    | 0     |
| Deportes Concepción · Chile                                                                                          | Total club    | Total club    | 54    | 3     | 6                   | 0                   | 0                          | 0                          | 60    | 3     |
| Coquimbo Unido · Chile                                                                                               | 2ª            | 2016-17       | 26    | 3     | —                   | —                   | —                          | —                          | 26    | 3     |
| Coquimbo Unido · Chile                                                                                               | Total club    | Total club    | 26    | 3     | 0                   | 0                   | 0                          | 0                          | 26    | 3     |
| Audax Italiano · Chile                                                                                               | 1ª            | 2017          | 13    | 1     | 3                   | 0                   | —                          | —                          | 16    | 1     |
| Audax Italiano · Chile                                                                                               | 1ª            | 2018          | 18    | 1     | 9                   | 0                   | 2                          | 0                          | 29    | 1     |
| Audax Italiano · Chile                                                                                               | 1ª            | 2019          | 19    | 0     | 3                   | 0                   | 0                          | 0                          | 22    | 0     |
| Audax Italiano · Chile                                                                                               | 1ª            | 2020          | 27    | 1     | 0                   | 0                   | 2                          | 0                          | 29    | 1     |
| Audax Italiano · Chile                                                                                               | 1ª            | 2021          | 16    | 0     | 2                   | 0                   | 0                          | 0                          | 18    | 0     |
| Audax Italiano · Chile                                                                                               | Total club    | Total club    | 93    | 3     | 17                  | 0                   | 4                          | 0                          | 114   | 3     |
| Unión Española · Chile                                                                                               | 1.ª           | 2022          | 25    | 2     | 8                   | 1                   | 1                          | 0                          | 34    | 3     |
| Unión Española · Chile                                                                                               | 1.ª           | 2023          | 15    | 1     | 2                   | 0                   | —                          | —                          | 17    | 1     |
| Unión Española · Chile                                                                                               | Total club    | Total club    | 40    | 3     | 10                  | 1                   | 1                          | 0                          | 51    | 4     |
| Coquimbo Unido · Chile                                                                                               | 1.ª           | 2024          | 10    | 0     | 0                   | 0                   | 5                          | 0                          | 15    | 0     |
| Coquimbo Unido · Chile                                                                                               | Total club    | Total club    | 10    | 0     | 0                   | 0                   | 5                          | 0                          | 15    | 0     |
| Total carrera | Total carrera | Total carrera | 297   | 16    | 33                  | 1                   | 10                         | 0                          | 340   | 17    |
| (1) Incluye datos de Copa Chile. (2) Incluye datos de Copa Sudamericana. (3) No incluye goles en partidos amistosos. |               |               |       |       |                     |                     |                            |                            |       |       |